# Jack Hedley
Jack Hedley (* 28. Oktober 1930 als Jack Hawkins in London, England; † 11. Dezember 2021) war ein britischer Schauspieler.

## Leben
Hedley änderte schon zu Beginn seiner Karriere seinen Namen, um Verwechslungen mit dem Schauspieler Jack Hawkins vorzubeugen. Ende der 1950er Jahre hatte er erste Gastrollen in britischen Fernsehserien; sein Spielfilmdebüt feierte er 1958 an der Seite von Michael Redgrave und Vanessa Redgrave in Hinter der Maske. Er spielte im Kriegsfilm Der längste Tag und hatte eine im Abspann nicht genannte Rolle in David Leans Lawrence von Arabien. Fans der James-Bond-Filmreihe kennen Hedley als Sir Timothy Havelock aus James Bond 007 – In tödlicher Mission. 1982 erhielt er die Hauptrolle im italienischen Kriminalfilm Der New York Ripper von Regisseur Lucio Fulci. Der dem Giallo-Filmgenre zugeschriebene Film wurde in Deutschland wegen Gewaltverherrlichung bundesweit beschlagnahmt. Seine letzte Filmrolle datiert aus dem Jahr 2000, als er in der Bibelverfilmung Die Bibel – Paulus den Hohepriester darstellte.
Das britische Fernsehpublikum kennt ihn aus zahlreichen Auftritten in britischen Fernsehserien über 4 Jahrzehnte, insbesondere durch die Titelrolle in The World of Tim Frazer, als Donald Killearn in Kate, Lt. Col. John Preston in Colditz und Alan Haldane in Who Pays the Ferryman?.
Hedley starb im Dezember 2021 nach kurzer Krankheit.

## Filmografie (Auswahl)
- 1958: Hinter der Maske (Behind the Mask)
- 1959: Der Weg nach oben (Room at the Top)
- 1959: Der Wahlk(r)ampf (Left Right and Centre)
- 1960: Ein Nerz an der Angel (Make Mine Mink)
- 1960: Zone des Schweigens (Cone of Silence)
- 1961: Der längste Tag (The Longest Day)
- 1961: Never Back Losers
- 1962: Lawrence von Arabien (Lawrence of Arabia)
- 1962: Neun Stunden zur Ewigkeit (Nine Hours to Rama)
- 1963: Die scharlachrote Klinge (The Scarlet Blade)
- 1964: Das Geheimnis der Blutinsel (The Secret of Blood Island)
- 1964: Der Menschen Hörigkeit (Of Human Bondage)
- 1967: Wie ich den Krieg gewann (How I Won the War)
- 1968: Die Giftspritze (The Anniversary)
- 1969: Goodbye, Mr. Chips
- 1970: Paul Temple: Mord in München (Murder in Munich)
- 1981: James Bond 007 – In tödlicher Mission (For Your Eyes Only)
- 1982: Der New York Ripper (Lo squartatore di New York)
- 1990: Stauffenberg – Verschwörung gegen Hitler (The Plot To Kill Hitler)
- 1997: Karakter
- 2000: Die Bibel – Paulus (San Paolo)